# Bahawalpur
Bahawalpur (Urdu بہاولپور, auch Bhawalpur) ist eine Stadt im Süden der pakistanischen Provinz Punjab. Sie liegt am Nordrand der Wüste Cholistan, wenige Kilometer südlich des Flusses Satluj und rund 60 Kilometer östlich von dessen Zusammenfluss mit dem Chanab zum Panjnad. Mit einer Einwohnerzahl von 762.111  (Stand: Zensus 2017) ist sie die elftgrößte Stadt Pakistans.

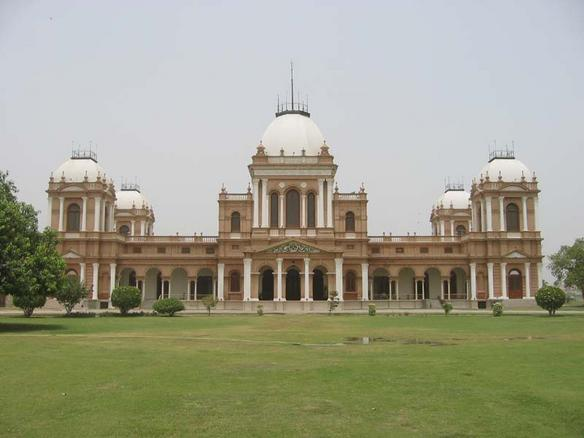
Der im späten 19. Jahrhundert erbaute Palast Nur Mahal war zeitweise Residenz der Nawabs von Bahawalpur.

## Geschichte
Bahawalpur wurde 1748 von Nawab Muhammad Bahawal Khan I., einem Statthalter des Mogulreiches, gegründet und nach ihm benannt. Da die Familie ihre Herkunft auf die Abbasiden zurückführte, wurde die Stadt auch Baghdād al-dschadīd (بغداد الجديد ‚Neu-Bagdad‘) genannt. Bis zur Eingliederung in Pakistan 1947 war sie Hauptstadt des Fürstenstaates Bahawalpur. Seit 1955 ist Bahawalpur Teil der Provinz Punjab. Aus der Zeit der Nawabs ist eine Vielzahl bedeutender Baudenkmäler erhalten, darunter der frühere Herrschersitz Nur Mahal, die Zentralbibliothek, die sechstorige Stadtmauer sowie mehrere Mausoleen.

## Bevölkerungsentwicklung
| Zensusjahr | Einwohnerzahl |
| ---------- | ------------- |
| 1972       | 133.782       |
| 1981       | 180.263       |
| 1998       | 403.408       |
| 2017       | 762.111       |

## Wirtschaft und Infrastruktur
Die Stadt ist heute ein wichtiges regionales Handelszentrum für landwirtschaftliche und Textilerzeugnisse. Teils noch handwerklich werden Baumwoll- und Seidenstoffe, Schuhe, Keramik, Teppiche, Stickereien und Seife hergestellt. Außerdem gibt es mehrere Pressen für Baumwollsamenöl. Bahawalpur verfügt über einen Eisenbahnanschluss und einen Inlandsflughafen. Seit 1975 ist es zudem Sitz einer Universität (Islamia University of Bahawalpur).
Nahe der Stadt entsteht der Solarpark Quaid-e-Azam, der 2016 fertiggestellt werden im Endausbau eine Leistung von 1000 MW erreichen soll. Damit wird er aller Voraussicht nach der leistungsstärkste Solarpark der Welt sein.

## Söhne und Töchter der Stadt
- Motiullah (1938–2022), Hockeyspieler
- Art Malik (* 1952), britischer Schauspieler
- Kalimullah (* 1958), Hockeyspieler
- Masood Azhar (* 1968), Gründer und Anführer der dschihadistischen Organisation Jaish-e-Mohammed